# Blanche Athena Clough
Pour les articles homonymes, voir Clough.
Blanche Athena Clough née en 1861 et morte en 1960, est une universitaire britannique et principale de Newnham College (1920-1923).

## Biographie
Blanche Clough est la plus jeune des quatre enfants d'Arthur Hugh Clough et de Blanche Mary Shore Smith, par laquelle elle est apparentée à Florence Nightingale. Son père, qui fait un séjour en Italie pour des raisons de santé, meurt à Florence trois mois après sa naissance, sans l'avoir jamais vue. Elle est élevée par sa mère avec l'aide de sa tante, Anne Clough et de sa grand-mère paternelle. Elle fréquente une école à Hendon, où sont également scolarisées les sœurs Henrietta et Katharine Jex-Blake. Elle commence ses études classiques à Newnham College, en 1884. Elle ne se présente pas aux tripos, mais devient, en 1888, l'assistante de sa tante, Anne Clough, dont la santé se détériore, permettant ainsi à celle-ci d'aller au terme de son mandat de principale de Newnham College. Anne Clough meurt en 1892, et Blanche devient alors l'assistante de la deuxième principale, Eleanor Sidgwick, fonction à laquelle elle ajoute celle de trésorière. Elle devient l'une des trois principales adjointes en 1896, avec des tâches administratives. Durant l'hiver 1899-1900, elle réalise un quasi tour du monde avec la mathématicienne Philippa Fawcett, sa collègue à Newnham.
Blanche Clough décline en 1911 la proposition du conseil d'administration de Newnham, qui l'invite à devenir principale, c'est Katharine Stephen qui devient principale (1911-1920). En 1917, l'année de l'obtention d'une charte royale pour le collège, et à la suite d'une réorganisation interne, elle devient l'unique principale adjointe, puis elle est élue principale en 1920, lorsque Katharine Stephen prend sa retraite. Durant les trois années de son mandat, jusqu'en 1923, Blanche Clough s'efforce d'obtenir l'admission des femmes à part entière au sein de l'université de Cambridge. La demande échoue en 1921. En 1918, Clough est nommée membre de la commission royale chargée d'examiner les finances des universités d'Oxford et de Cambridge.
Elle prend sa retraite en 1923, et consacre son temps à faire du jardinage, à l'observation des oiseaux, et elle est bénévole dans la London and National Society for Women’s Service, qui prend en 1953 le nom de Fawcett Society. A. J. Pertz peint un portrait d'elle, qui est conservé au collège . Ray Strachey réalise également entre 1925 et 1931 deux portraits de Clough, qui sont conservés à la National Portrait Gallery. Clough écrit une biographie de sa tante, Anne Clough, publiée en 1903.